# Remigia alipes
Remigia alipes är en fjärilsart som beskrevs av Felder 1874. Remigia alipes ingår i släktet Remigia och familjen nattflyn. Inga underarter finns listade.